# Stadhuis van Goes
Het Stadhuis van Goes, in de Nederlandse provincie Zeeland, is een groot complex dat in verschillende fasen tot stand kwam.
Het oudste gedeelte is de vleeshal, uit 1410. Er volgde een uitbreiding tussen 1550 en 1554. Tussen 1775 en 1779 werden de raadzaal en de trouwzaal vernieuwd, waarbij het zijn huidige gedaante kreeg.
In 2007 was er in de vleeshal een restaurant gevestigd. Het gebouw bezit de status rijksmonument.